# Aonia Tholus
L'Aonia Tholus è una struttura geologica della superficie di Marte.